# Avdella
Avdella (în greacă : Αβδέλλα, în aromână : Avdhela, Abela, Abdela) este un sat din Grecia, care face parte din prefectura Grevena, regiunea Macedonia de Vest. În 2001 populația satului era de 448 locuitori, predominant aromâni. În 2011 populația localității era de 280 de persoane.

## Geografie
Satul este situat la 40 km sud-vest de orașul Grevena, la 1.300 m deasupra nivelului mării, în Munții Pindului. El se află la granița Parcului Național Pind.

## Istorie

### În Imperiul Otoman

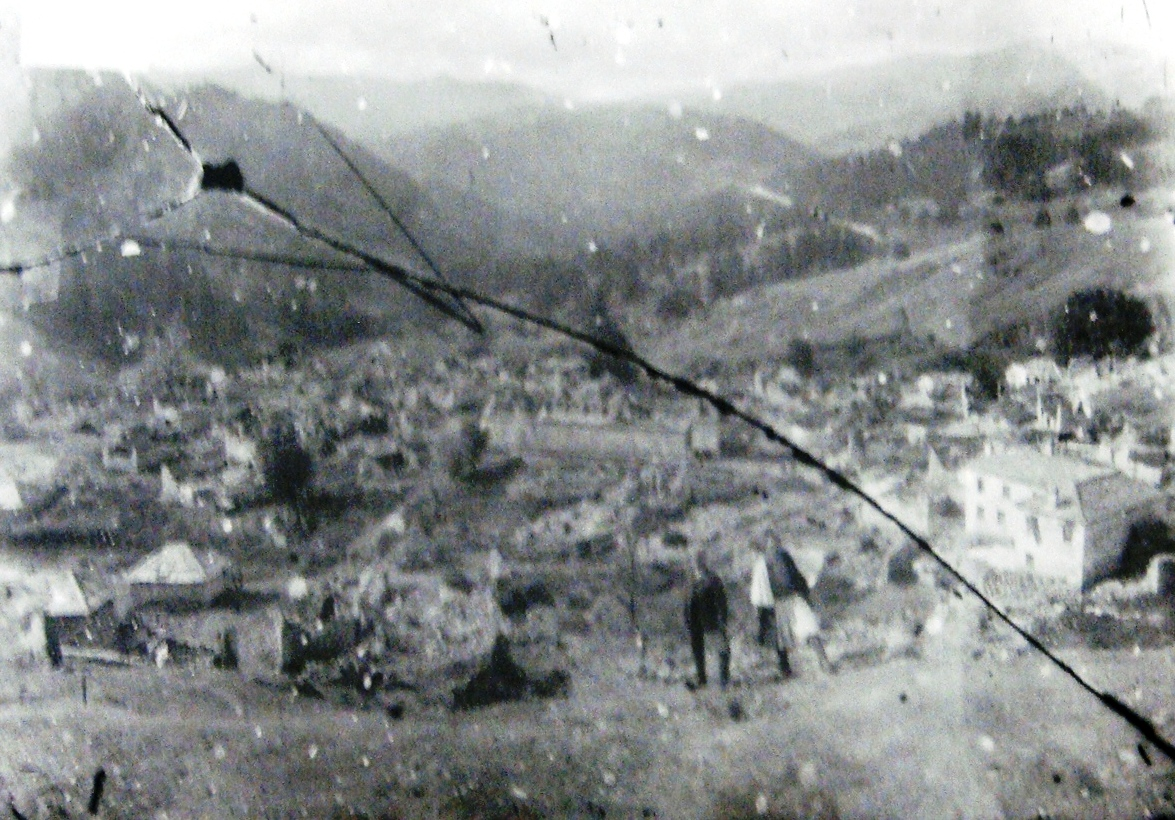
Avdella, ars de antarții greci în 1905. Imaginea îi prezintă pe Milton Manaki și Kosta Ekzarho, Foto: Frații Manakia

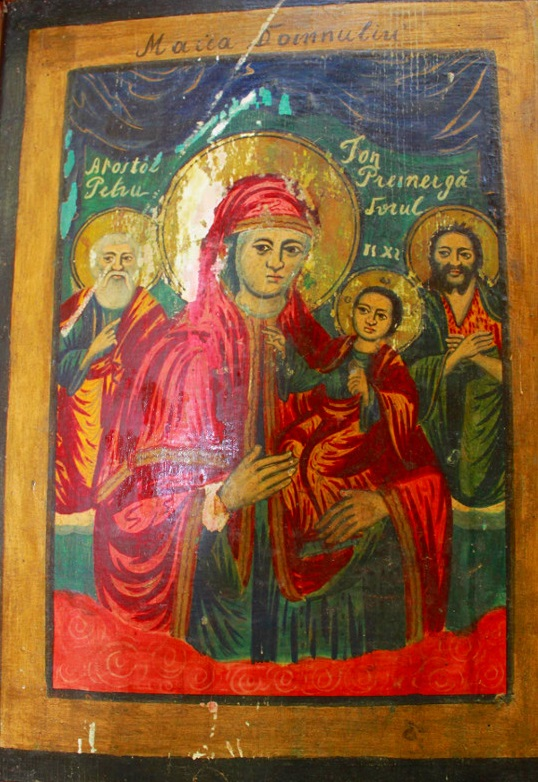
Icoana Fecioarei Maria a Mânăstirii "Sfânta Treime" din Avdella, cu inscripția în limba română

Înainte de 1800 satul se afla în zona Fadnes, dar s-a mutat într-o altă zonă cu climat mai bun. Populația lui constă în principal din familii numeroase de păstori vlahi. Țăranii se bucură de o autonomie, dar aceste privilegii sunt pierdute în timpul lui Ali Pașa din Ioannina.
În 1880 Apostol Mărgărit a deschis o școală românească în Avdella. Potrivit altor surse, școala românească a fost deschisă încă în 1867.
Până în 1900, potrivit statisticii lui Vasil Kănceov ("Macedonia, etnografie și statistică"), Avdela (Avella) număra 1.500 de vlahi. Potrivit statisticilor grecești din 1904, în Avdala trăiesc 1.700 vlahofoni, dintre care 400 sunt români.
Pentru că a crescut propaganda românească, în octombrie 1905, Avdella a fost atacată de o ceată de antarți greci și este incendiată – au ars 133 de case, 8 magazine, biserica și școala. În mai 1906, 60 de familii migrează de la Grevena în Avdella, păzite de armata turcă, sunt atacate de antarții greci care ucid 4 aromâni și 10 turci.
Biserica din piața satului cu hramul "Adormirea Maicii Domnului" a fost arsă în 1905 și a fost reconstruită în 1955.

### În Grecia
În timpul primului război balcanic în 1912, în sat au intrat soldați greci și după cel de-al doilea, din 1913, Avdela rămâne în Grecia.
La 14 iunie 1944 satul a fost ars de către forțele de ocupație germane.
În piața satului există busturile fraților Manakia născuți aici.

## Personalități

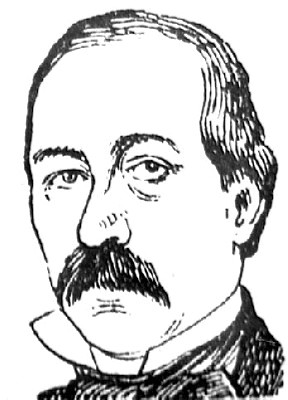
Apostol Mărgărit

Un om proeminent al secolului al XVIII-lea a fost Neofit al II-lea, episcop de Siatista din 1792 până în 1811. Din Avdella sunt unele dintre cele mai proeminente figuri ale renașterii aromâne, cum ar fi: 
- Părintele Averchie (1806 -?),
- Dimitrie Abeleanu (? - 1933),
- Constantin Cairetti,
- Nicolae Papahagi (? - 1931),
- Pericle Civica
- Apostol Mărgărit (1832 - 1903), inițiatorul luptei pentru renașterea aromânilor.
- Pionierii producției de filme din Balcani, frații Milton (1878 - 1954) și Ianaki Manakia (1882 - 1964) sunt de la Avdela.

De la Avdella sunt mai mulți proeminenți oameni de știință din România: 
- Ioan D. Caragiani (1841 - 1921), folclorist și traducător, academician,
- Pericle Papahagi (1872 - 1943), folclorist, lingvist și istoric,
- Tache Papahagi (1892 - 1977), lingvist, folclorist și etnograf  român, precum și
- poeții Nuși Tulliu (1872 - 1941) și Tache Caciona (1885 - 1971).